# Сотир Майноловски
Сотир Стоянов Майноловски е български актьор.

## Биография
Роден е на 31 октомври 1930 г. във Варна. Родителите му са изселници от костурското село Косинец, Егейска Македония. През 1958 г. завършва актьорско майсторство във ВИТИЗ (сега НАТФИЗ „Кръстьо Сарафов“).
Творческият му път започва Драматичен театър – Добрич (1959 – 1964). След преместването си в София играе в Сатиричен театър „Алеко Константинов“ (1964 – 1967), Театър Сълза и смях (от 1967-), Театър 199 и Младежки театър „Николай Бинев“. Последните години преди пенсионирането си Майноловски е директор на Младежкия театър до 1997 година.
Има пано с неговите отпечатъци на Стената на славата пред Театър 199.
Член на СБФД.
Има няколко запомнящи се роли в българското кино. Играе във филмите „Цар и генерал“, „Най-добрият човек, когото познавам!“, „Мъже в командировка“, „Ламята“, „Вик за помощ“, „Понеделник сутрин“, „Закъсняло пълнолуние“ и други.
Участвал е и в шоупрограми на редакция „Хумор, сатира и забава“ на Българското национално радио.
Сотир Майноловски умира на 21 ноември 2007 г. в София. Погребан е в Централните софийски гробища.

## Награди и отличия
- Заслужил артист (1986).
- Орден „Кирил и Методий“ – I степен.
- „Медал за заслуги“ към БНА (1974).
- I награда на III национален преглед на българската драма и театър (1963).
- II награда за мъжка роля на районен преглед за ролята на (Сотир) от Голямото завръщане (1963).
- II награда на преглед „Театърът през вековете“ (Велико Търново, 1969).

## Театрални роли
- „Когато розите танцуват“ (Валери Петров) – Стария
- „В полите на Витоша“ (Пейо Яворов)
- „Дон Жуан“ (Молиер)

## Телевизионен театър
- „В неделя Господ си почива…“ (1990) (Стефан Цанев), 2 части
- „Гарвани“ (1987) (Анри Бек)
- „Главният редактор“ (1987) (Игор Барах и Олег Сатник)
- „С чужди – драг, вкъщи – враг“ (1985) (по Иван Вазов, реж. Павел Павлов)
- „Съдията и жълтата роза“ (1984) (от Георги Данаилов, реж. Маргарита Младенова)
- „Строшената делва“ (1984) (Хайнрих фон Клайст)
- „Нощният отпуск на затворника М“ (Богдан Глогински) (1978)
- „История на бъдещето“ (1972), 2 серии
- „Големият и Малкият Клаус“ (1971) (Ханс Кристиан Андерсен) – мюзикъл
- „Митрофан и Дормидолски“ (1970) (Иван Вазов)
- „Вражалец“ (1970) (Ст. Л. Костов) (Първа реализация)
- „Разминаване“ (1970) (Камен Калчев)
- „Джени – жена по природа“ (1969) (Ърскин Колдуел)
- „Адвокатът Пиер Патлен“ (1968) (реж. Павел Павлов)
- „Светът е малък“ (1968) (Иван Радоев)
- „Албена“ (1968) (Йордан Йовков)
- „Хъшове“

## Филмография
| Година      | Филми и Сериали                         | Серии  | Копродукции             | Роля                                                                                                |
| ----------- | --------------------------------------- | ------ | ----------------------- | --------------------------------------------------------------------------------------------------- |
| 1999        | Тувалу (Tuvalu)                         |        | Германия/Великобритания | политик                                                                                             |
| 1996        | Закъсняло пълнолуние                    |        | България/Унгария        | Гено, старецът с наследството                                                                       |
| 1987        | Време за път (тв сериал)                | 5      |                         | бащата на Гюлев                                                                                     |
| 1986        | Дядо Божиловата надежда                 |        |                         | дядо Божил, бивш хайдутин                                                                           |
| 1986        | Земляци-веселяци                        |        |                         | |
| 1986        | Ешелоните                               |        |                         | кметът Гошо                                                                                         |
| 1986        | Васко да Гама от село Рупча (тв сериал) | 6      |                         | Антената, радистът на кораба                                                                        |
| 1985        | Характеристика                          |        |                         | |
| 1984        | Вик за помощ                            |        |                         | капитан на рибарския кораб                                                                          |
| 1984        | Спасението                              |        |                         | бай Димитър, кафеджията                                                                             |
| 1984        | Кутията на Пандора (тв)                 |        |                         | касоразбивача Куртев                                                                                |
| 1983        | Римска делва                            |        |                         | |
| 1983        | Страдивариус (тв)                       |        |                         | |
| 1982        | Есенно слънце                           |        |                         | евреинът Виктор Карабашев                                                                           |
| 1981        | Къде живееш?                            |        |                         | лелинчо                                                                                             |
| 1981        | Капитан Петко войвода (тв сериал)       | 12     |                         | |
| 1980        | Може би фрегата                         |        |                         | шофьорът                                                                                            |
| 1980        | Кръвта остава                           |        |                         | селският тръговец                                                                                   |
| 1980        | Спилитим и Рашо (тв сериал)             | 20     |                         | старецът (в VII серия)                                                                              |
| 1979        | Случки на открито (тв)                  |        |                         | |
| 1979        | Трите смъртни гряха                     |        |                         | Варната                                                                                             |
| 1979        | Фильо и Макензен (тв сериал)            | 7      |                         | шофьорът бай Уче                                                                                    |
| 1979        | Момчето с окарината (тв сериал)         | 3      |                         | стражар                                                                                             |
| 1977 – 1982 | Четвъртото измерение (тв сериал)        | 6      |                         | рентгенологът                                                                                       |
| 1977        | Два пъти ура за ваканцията              | 3 нов. |                         | учител по беология (в I: „Два пъти ура за ваканцията“) и Манол Бардучев (във II: „Момче за всичко“) |
| 1977        | Слънчев удар                            |        |                         | |
| 1977        | Петимата от PMC (тв сериал)             | 5      |                         | войник-пазач в лагер „Свети Никола“ (в 1 серия: II)                                                 |
| 1977        | Лъжовни истории                         | 2 нов. |                         | Мито (в новелата „Дуел 77“)                                                                         |
| 1977        | Четири часа пеене                       |        |                         | пъдарят                                                                                             |
| 1976        | Момичето с хармоничката                 |        |                         | „Гарибалди“, партизанин                                                                             |
| 1976        | Спомен за близначката                   |        |                         | |
| 1976        | Щурец в ухото                           |        |                         | Генади, мъжът на Нела                                                                               |
| 1975        | Двамата                                 |        |                         | полицаят Давид                                                                                      |
| 1974        | Алруна, после морето и накрая бомбето   |        |                         | Васил                                                                                               |
| 1974        | Ламята                                  |        |                         | дърваря Пръчови гащи                                                                                |
| 1974        | Зарево над Драва                        | 2      |                         | Руси                                                                                                |
| 1974        | Вселекон                                |        |                         | бащата                                                                                              |
| 1973        | Последна проверка (тв сериал)           | 12     |                         | |
| 1973        | Най-добрият човек, когото познавам!     |        |                         | Стоилчо Антов                                                                                       |
| 1972        | Тихият беглец                           |        |                         | селянинът с магарето                                                                                |
| 1971        | Демонът на империята (тв сериал)        | 10     |                         | чорбаджията                                                                                         |
| 1970        | Князът                                  |        |                         | беден селянин                                                                                       |
| 1970        | Дъжд                                    |        |                         | шофьорът                                                                                            |
| 1969        | Тръгни на път                           |        |                         | Велко                                                                                               |
| 1969, 1971  | На всеки километър (тв сериал)          | 26     |                         | предателят Благо Пешев/Свети Врач (в 4 серии: IX, XXII, XXIV, XXV)                                  |
| 1969        | Признание                               |        |                         | началникът на пощата                                                                                |
| 1968        | Мъже в командировка                     | 3 нов. |                         | автомеханикът (в 1-та: „Пуловерът“)                                                                 |
| 1968        | Гибелта на Александър Велики            |        |                         | Константин Иванов Тих, работник искащ назаем по 5 лв.                                               |
| 1967        | Най-дългата нощ                         |        |                         | картоиграч в купето                                                                                 |
| 1967        | С пагоните на дявола (тв сериал)        | 5      |                         | Мартинката (в 1 серия: I)                                                                           |
| 1966        | Понеделник сутрин                       |        |                         | фоторепортерът                                                                                      |
| 1966        | Цар и генерал                           |        |                         | командващият разстрела                                                                              |